# 단원중학교
단원중학교(檀園中學校)는 대한민국 경기도 안산시 단원구 고잔동에 있는 공립 중학교이다.

## 학교 연혁
- 2005년 12월 26일 : 단원중학교 설립 인가
- 2006년 3월 1일 : 단원중학교 개교, 초대 김진태 교장 취임
- 2006년 3월 2일 : 제1회 입학식(1학년 10학급, 2학년 3학급)
- 2008년 2월 14일 : 제1회 졸업식(3학년 4학급)
- 2019년 12월 16일 : 체육관(이루어gym) 준공식
- 2023년 3월 1일 : 제6대 임순선 교장 취임
- 2024년 1월 5일 : 제17회 졸업식(3학년 8학급)
- 2024년 3월 2일 : 제19회 입학식(1학년 7학급, 2학년 8학급, 3학년 6학급)

## 참고 자료
- 단원중학교 - 한국교육학술정보원 학교알리미